# Панфилки (Рыбинский район)
Панфилки — деревня Октябрьского сельского округа в Октябрьском сельском поселении Рыбинского района Ярославской области .
Деревня расположена на севере сельского поселения на небольшом удалении от высокого правого берега Волги. Выше по течению, на расстоянии около 1,5 км к западу от Панфилок, стоит село Красное. К юго-востоку, на таком же расстоянии — деревня Березники .
На 1 января 2007 года в деревне числилось 4 постоянных жителя . Деревня обслуживается почтовым отделением в посёлке Песочное. По почтовым данным в деревне 26 домов.